# Шноттвіль
Шноттвіль (нім. Schnottwil) — громада  в Швейцарії в кантоні Золотурн, округ Бухеггберг.

## Географія
Громада розташована на відстані близько 19 км на північ від Берна, 16 км на південний захід від Золотурна.
Шноттвіль має площу 7,2 км², з яких на 8,7% дозволяється будівництво (житлове та будівництво доріг), 59,2% використовуються в сільськогосподарських цілях, 32% зайнято лісами, 0,1% не є продуктивними (річки, льодовики або гори).

## Демографія
2019 року в громаді мешкало 1140 осіб (+11,3% порівняно з 2010 роком), іноземців було 5,6%. Густота населення становила 159 осіб/км².
За віковим діапазоном населення розподілялося таким чином: 20,4% — особи молодші 20 років, 62,2% — особи у віці 20—64 років, 17,5% — особи у віці 65 років та старші. Було 494 помешкань (у середньому 2,3 особи в помешканні).
Із загальної кількості 335 працюючих 50 було зайнятих в первинному секторі, 169 — в обробній промисловості, 116 — в галузі послуг.